# Balada de los ahorcados
La balada de los ahorcados (en francés, Ballade des pendus ), originalmente llamada Epitafio de Villon y también conocida como Hermanos humanos (Frères humains), es una obra del poeta francés François Villon publicada por primera vez en 1489. Es el poema más famoso de Villon y, aunque no hay prueba de ello, se cree comúnmente que el poeta la compuso mientras estaba en prisión, esperando su ejecución, a raíz del "caso Ferrebouc". Más tarde se incluyó en el Testamento, con otros muchos textos.

## Título
En el manuscrito de Coislin, esta balada no tiene título y en la antología Le Jardin de Plaisance et Fleur de rethoricque, impresa en 1501 por Antoine Vérard, se llama simplemente Autre ballade. Se titula Epitafio de Villon en el manuscrito de Fauchet y en la edición de Pierre Levet de 1489, Épitaphe dudit Villon en la Chansonnier de Rohan. Clément Marot, en su edición comentada de 1533 de la obra de Villon, la llama Epitafio en forma de balada, que hizo Villon para él y sus compañeros mientras esperaban ser ahorcados.

## Texto de la balada
Texto original y texto traducido.
| 5 10 15 20 25 30 35 | Frères humains qui après nous vivez N'ayez les cœurs contre nous endurcis, Car, se pitié de nous pauvres avez, Dieu en aura plus tot de vous mercis. Vous nous voyez cy attachez cinq, six Quant de la chair, que trop avons nourrie, Elle est pieça devoree et pourrie, Et nous les os, devenons cendre et pouldre. De nostre mal personne ne s'en rie : Mais priez Dieu que tous nous vueille absouldre! Se frères vous clamons, pas n'en devez Avoir desdain, quoy que fusmes occiz Par justice. Toutesfois, vous savez Que tous hommes n'ont pas bon sens rassiz; Excusez nous, puis que sommes transis, Envers le filz de la Vierge Marie, Que sa grâce ne soit pour nous tarie, Nous préservant de l'infernale fouldre. Nous sommes mors, ame ne nous harie; Mais priez Dieu que tous nous vueille absouldre! La pluye nous a débuez et lavez, Et le soleil desséchez et noirciz: Pies, corbeaulx nous ont les yeulx cavez Et arraché la barbe et les sourciz. Jamais nul temps nous ne sommes assis; Puis ça, puis la, comme le vent varie, À son plaisir sans cesser nous charie, Plus becquetez d'oiseaulx que dez à couldre. Ne soyez donc de nostre confrarie; Mais priez Dieu que tous nous vueille absouldre! Prince Jhesus, qui sur tous a maistrie, Garde qu'Enfer n'ait de nous seigneurie : A luy n'avons que faire ne que souldre. Hommes, icy n'a point de mocquerie; Mais priez Dieu que tous nous vueille absouldre. | Hermanos que viviréis después de nosotros, No endurezcáis vuestros corazones para con nosotros, Sino tened piedad de nosotros los pobres, Porque Dios os lo agradecerá. Nos veis golgados aquí a cinco o seis : Nuestra carne, que hemos alimentado, Será devorada por el tiempo y carcomida, Y nuestros huesos se convertirán en ceniza y polvo. De nuestro mal, nadie se ría, Y pedid a Dios que nos absuelva! Si os proclamamos hermanos, no nos debéis Tener desprecio, aunque fuéramos colgados Por la Justicia. Sin embargo, sabéis Que todos los hombres tienen sentido rancio. Excusadnos, porque estamos colgados y muertos, Como el hijo de la Virgen María, Que su gracia no se seque para nosotros, Preservándonos del polvo infernal. Nous sommes morts, qu'âme (/que nul) ne nous charrie (/tourmente), Mais priez Dieu que tous nous veuille absoudre! La pluie nous a lessivés et lavés Et le soleil desséchés et noircis; Pies, corbeaux nous ont les yeux crevés, Et arraché la barbe et les sourcils. Jamais nul temps nous ne sommes assis; De ci de là, comme le vent varie, À son plaisir sans cesser nous charrie, Plus becquetés d'oiseaux que (des) dés à coudre. Ne soyez donc de notre confrérie, Mais priez Dieu que tous nous veuille absoudre! Prince Jésus qui sur tous a maîtrise, Gardez qu'Enfer n'ait sur nous seigneurie : Avec lui n'avons à faire, ni à solder. Hommes, ici pas de moquerie, Mais priez Dieu que tous nous veuille absoudre. |